# ふじいたかし
ふじい たかしは、日本の漫画家。エニックス（現：スクウェア・エニックス）から発行されていた『ドラゴンクエスト4コママンガ劇場』などに執筆していた。

## 概要
シンプルで可愛い絵柄ながら、シュールな漫画を描く。初期はブラックネタが多かったが、徐々にほのぼのネタが増えるようになった。『ドラゴンクエストIII そして伝説へ…』の喋らない勇者と心配性な僧侶（初期は遊び人）のコンビなどのネタがあり、歴代ドラゴンクエストの主人公はほとんどセリフが無いのが特徴。